# Don Beauman
Don Beauman (26 de julho de 1928 – 9 de julho de 1955) foi um automobilista britânico nascido na Inglaterra que participou do Grande Prêmio da Grã-Bretanha de 1954 de Fórmula 1.